# Adelphicos nigrilatum
Adelphicos nigrilatum är en ormart som beskrevs av Smith 1942. Adelphicos nigrilatum ingår i släktet Adelphicos och familjen snokar. IUCN kategoriserar arten globalt som livskraftig. Inga underarter finns listade i Catalogue of Life.
Arten förekommer i södra Mexiko i delstaten Chiapas. Honor lägger ägg.